# 劉柏川
劉柏川（英語：Eric Liu，1968年—）是一位美国作家、教育家，非營利機構公民大學（Citizens University）創辦人，曾任美国总统比尔·柯林顿的演講撰稿人與美國總統內政副助理、國家與社區服務公司董事，現為新美國基金會（New America Foundation）研究員。

## 生平

### 早年
劉柏川出生於美国纽约州波啟浦夕市，雙親來自中華人民共和國，後移民臺灣，繼而遷居美國；父親劉兆華曾任IBM公司會計總管，母親涂曼麗為大型電腦操作系統工程師。叔叔為中華民國前行政院院長劉兆玄；祖父為中華民國空軍退役二級上將劉國運。
青年時期，劉柏川就讀耶魯大學，主修歷史，後取得哈佛大學法學院學位。

### 職業生涯
大學畢業後，劉柏川曾擔任美國參議員大衛·L·博倫的助理。之後於1993年至1994年間在白宮擔任時任美国总统比尔·柯林顿的演講撰稿人及國家安全會議立法事務主任；2000年至2001年間擔任總統內政副助理。
2002年至2005年間為《Slate》雜誌主撰〈教學〉（"Teachings"）專欄，此外也曾為《華盛頓郵報雜誌》和《美國週末》等雜誌刊物、CNN.com、TheAtlantic.com等新聞網站撰稿。他還曾擔任西雅圖當地廣播節目「西雅圖之聲」（Seattle Voices）的主持人、華盛頓大學法學院講師。
2015年獲時任美國總統巴拉克·歐巴馬提名為國家與社區服務公司董事，2017年卸任。
劉柏川現與妻小居於西雅圖。他同時也是非營利機構公民大學（Citizens University）的創辦人及現任執行長。

## 主要著作
- 《偶然生為亞裔人（英语：The Accidental Asian）》（1998年）
- 《誰為我鼓掌》（2005年）
- 《一個中國佬的機會》（2014年）
- 《You're More Powerful Than You Think》（2017年）

## 外部連結
- TED上的劉柏川
  - 為什麼大眾應了解權力－TEDCity2.0 2013 （页面存档备份，存于） （英文）
  - 如何讓你對民主重燃信心－TED2019 （页面存档备份，存于） （英文）
- C-SPAN內的頁面（英文）
  - C-SPAN與劉柏川的Q&A問答 （页面存档备份，存于） （英文）